# Johan Demol
 (février 2020).
Si vous disposez d'ouvrages ou d'articles de référence ou si vous connaissez des sites web de qualité traitant du thème abordé ici, merci de compléter l'article en donnant les références utiles à sa vérifiabilité et en les liant à la section « Notes et références ».
Pour les articles homonymes, voir Demol.
Ne doit pas être confondu avec Johan De Mol.
Johan Lisette Joseph Demol, né le 9 juin 1957 à Uccle est un ancien commissaire de police belge et un homme politique belge, membre du Vlaams Belang. 

## Biographie
En 2000, Johan est élu conseiller communal à Schaerbeek. 
En 2009 il démissionne de cette fonction et en avril 2010 il quitte son parti au parlement bruxellois avec Greet Van Linter,.  
Après sa carrière politique, il devient directeur d'un grossiste en fruits et légumes.  

## Polémiques
Johan Demol fait la une des journaux, en 2008, en soutenant le programme de la scientologie. 

## Fonctions politiques
- Membre du Parlement de la Région de Bruxelles-Capitale du 29 juin 1999 au 24 mai 2014.

## Anciennes fonctions politiques
- Président du Groupe Vlaams Belang du Parlement bruxellois
- Conseiller communal à Schaerbeek jusqu'en septembre 2009 (démission[5]).